# طيران دروك
طيران دروك (إياتا: KB، إيكاو: DRK) هي شركة طيران وطنية في بوتان، وتعمل في 7 مطارات (6 مدن في 5 دول). اسمها التجاري هو Royal Bhutan Airlines. ويقع مقرها في بارو.

## التاريخ
تم إنشاء الشركة بمرسوم ملكي في 5 أبريل 1981 وبدأت عملياتها في 14 يناير 1983. واستخدمت طائرة من نوع دورنير دو 228 للربط بين مدينتي كالكوتا (الهند) ودكا (بنغلاديش).
أول استخدام لطائرة نفاثة بدأ مع وصول طائرة بريتش ايروسبيس 146 في نوفمبر 1988. ومنذ ذلك الحين، تربط شركة طيران دروك مدين نيودلهي (الهند)، بانكوك (تايلاند) وكاتماندو (نيبال). تم استبدال هذه الطائرات الآن بطائرتين من نوع إيرباص إيه 320 التي حلقت لأول مرة في 31 أكتوبر 2004.
تملك حكومة بوتان أغلبية الشركة.

## الأسطول

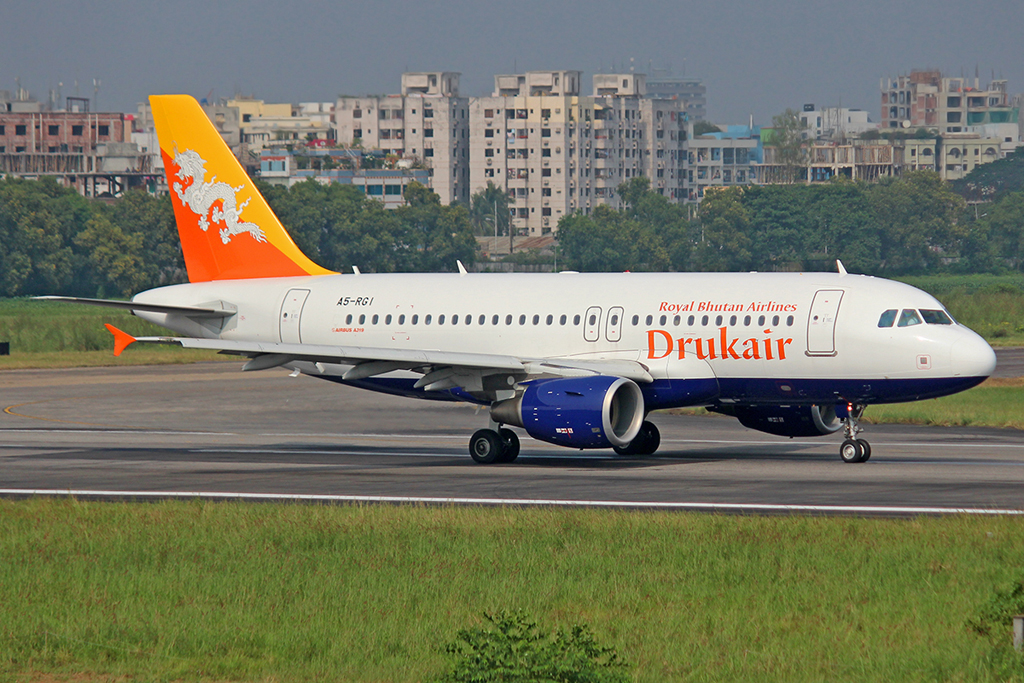
طيران دروك إيرباص إيه 319/115 في مطار شاه جلال الدولي في دكا، بنغلادش.

اعتبارا من مارس عام 2016، ضم أسطول طيران دروك الطائرات التالية:[بحاجة لمصدر]

## الوجهات
- بنغلاديش
  - دكا
- بوتان
  - بارو
- الهند
  - غايا
  - كالكوتا
  - نيودلهي
  - بومباي
- نيبال
  - كاتماندو
- تايلاند
  - بانكوك
- سنغافورة
  - سنغافورة